# Південно-Західний мікрорайон (Черкаси)
Південно-Західний мікрорайон — один з мікрорайонів міста Черкаси.

## Загальна інформація

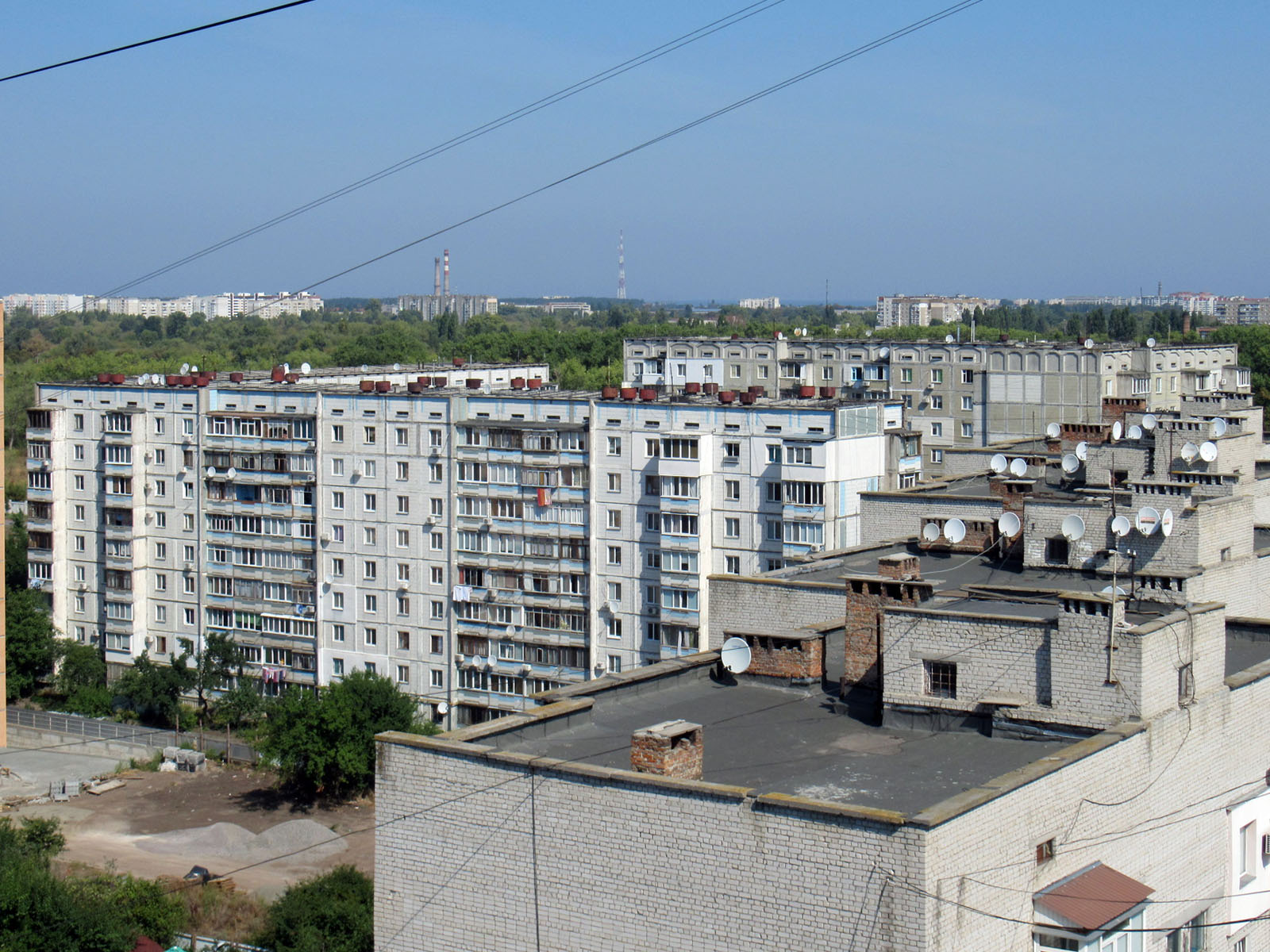
вул. Смілянська, 126/2 (цегляний 87-серії), далі панельні серії «Мобіль» № 128 і 128/1

Утворився у 70-роках XX століття. Названий через географічне розташування на мапі міста. Має найбільший житловий фонд серед мікрорайонів Черкас. Найбільші вулиці — Сумгаїтська, Руставі та 30-річчя Перемоги.